# Lucía Topolansky
Lucía Topolansky Saavedra (Montevideo, 25 de setembre de 1944) és una agricultora i política uruguaiana, senadora de la República i ex primera dama, en ser esposa del 40è president de l'Uruguai José Mujica. Des del setembre de 2017 va ser també la vicepresidenta de l'Uruguai després de la renúncia de Raúl Fernando Sendic, fins al final del mandat. És membre del Moviment d'Alliberament Nacional - Tupamaros i presidenta del MPP, pertanyent a la coalició esquerrana del Front Ampli.
Va ser diputada durant el període 2000-2005 i actualment és una de les polítiques socialistes més carismàtiques del país, essent la senadora més votada del lema més votat. A més d'ocupar un lloc important al Senat, Topolansky serà la primera dama de l'Uruguai durant el mandat del seu marit.

## Biografia
Lucía Topolansky i la seva germana bessona van néixer el 25 de setembre de 1944 a Montevideo, Uruguai, essent les dues darreres filles del matrimoni format per Luis Topolansky Müller, d'ascendència polonesa, i de María Elía Saavedra, els quals ja tenien cinc fills més. El seu pare era batllista i ateu i la seva mare catòlica.
Estudià al Col·legi Sacré Cœur de les Germanes Domíniques. El 1967, amb 23 anys i després de deixar la carrera d'arquitectura, ingressà als Tupamaros. Per aquest motiu, amb el cop d'Estat de 1973, va ser capturada pels militars i va ser enviada a la presó fins al 1985, acusada de dissident política i revolucionària contra la dictadura d'aquell temps. Durant aquests anys va conèixer el seu futur marit, el dirigent tupamaro i guerriller José Mujica.
En sortir de la presó, fundà el Moviment de Participació Popular (MPP) al costat dels seus companys revolucionaris. El 1989, es va unir al Front Ampli. El 1995 va ser edil suplent a la Junta Departamental de Montevideo.
Durant les eleccions presidencials del 1999, va ser elegida diputada per al període 2000-2005. El 2004, en guanyar les eleccions nacionals el FA per primera vegada en la història del país, va obtenir el càrrec de senadora. El 2009 va ser reelegida, però aquest cop com a presidenta del Senat, i al seu torn com a primera dama, ja que el seu marit va sortir elegit president de l'Uruguai durant les eleccions d'aquell any.